# Velika nagrada Brignolesa 1931
Velika nagrada La Baule 1931 je bila štiriindvajseta neprvenstvena dirka v sezoni Velikih nagrad 1931. Odvijala se je 27. septembra 1931 v francoskem mestu Brignoles. Na isti dan je potekala tudi dirka za Veliko nagrado Masaryka.

## Rezultati

### Dirka
| Poz | Št | Dirkač               | Moštvo     | Dirkalnik          | Krogi | Čas/Odstop |
| --- | -- | -------------------- | ---------- | ------------------ | ----- | ---------- |
| 1   | 56 | René Dreyfus         | Privatnik  | Bugatti T51        | 20    | 25:22,6    |
| 2   | 58 | Giovanni Lumachi     | Privatnik  | Bugatti T35B       | 20    | + 57,4 s   |
| 3   | 26 | Stanislas Czaykowski | Privatnik  | Bugatti T35C       | 20    | + 1:02,4   |
| 4   | 20 | Paul Morand          | Privatnik  | Bugatti T35C       | 20    | + 1:04,4   |
| DNA | 30 | Goffredo Zehender    | Alfa Corse | Alfa Romeo 6C-1750 |       |            |
| DNA | 52 | Georges d'Arnoux     | Privatnik  | Bugatti T35B       |       |            |
| DNA | 54 | Michel Doré          | Privatnik  | Bugatti T35B       |       |            |
| DNA | 60 | Caluer               | Privatnik  |                    |       |            |
| DNA | 62 | Ferdinando Minoia    | Alfa Corse | Alfa Romeo Monza   |       |            |